# Ширазки медицински университет
Ширазки медицински университет (на персийски: دانشگاه علوم پزشکی و خدمات بهداشتی درمانی شیراز) е държавно медицинско висше училище в Шираз, Иран.
Създаден е като Ширазки университет факултет, а по-късно се отделя след решение на парламента през 1986 г. Класиран е като един от иранските топ изследователски университети.